# Fluglärm

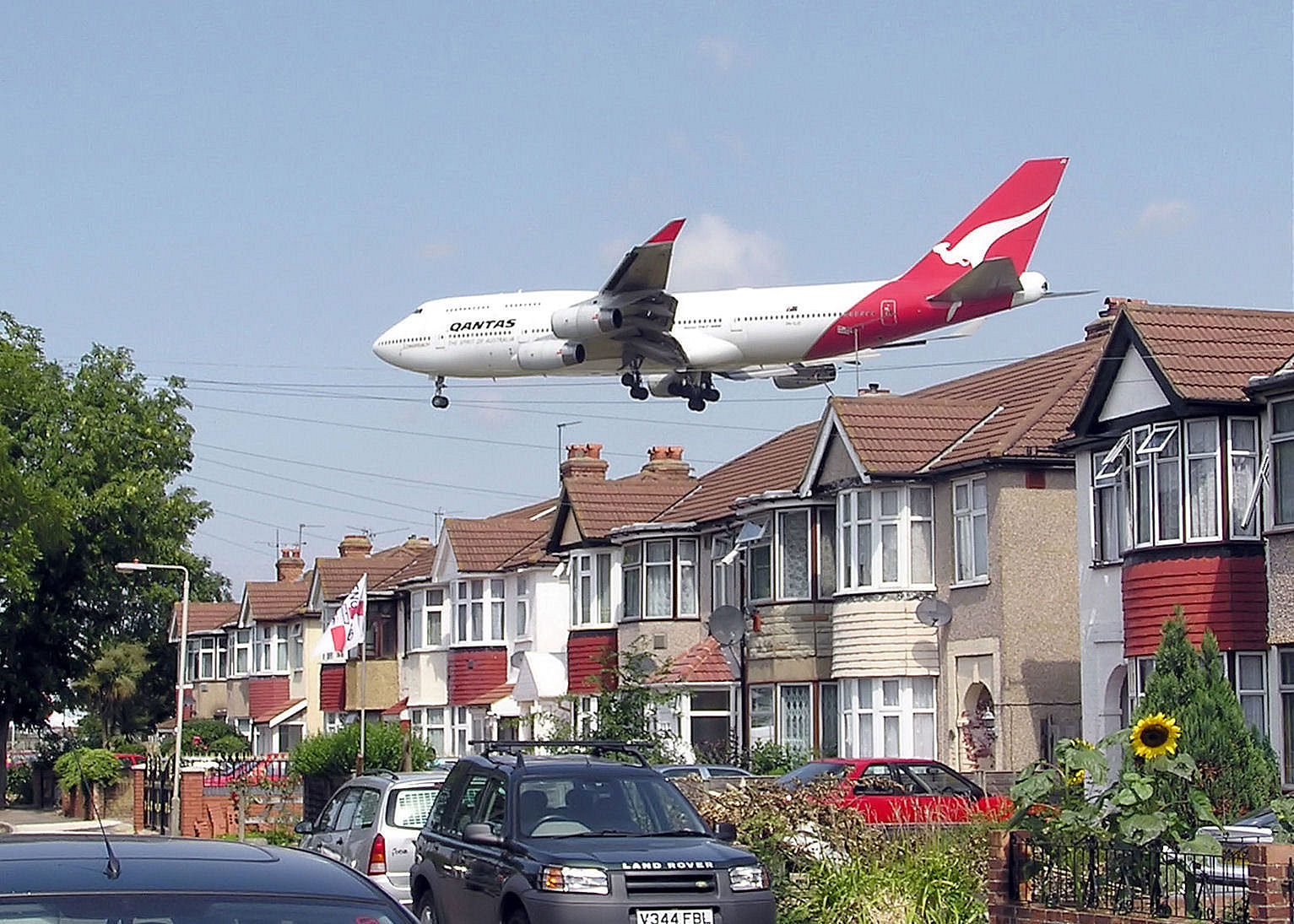
Eine Qantas Boeing 747-400 passiert knapp die Häuser in der Nähe des London Heathrow Airport

Als Fluglärm wird Lärm, der von Luftfahrzeugen – insbesondere von Flugzeugen – erzeugt wird, bezeichnet. Fluglärm stellt mittlerweile ein erhebliches Umweltproblem dar und ist durch den stetigen Zuwachs an jährlichen Flugbewegungen seit den 1970er Jahren stark angestiegen. Die Problematik führt regelmäßig zu Auseinandersetzungen zwischen Flughafenbetreibern und den Bewohnern der Umgebung von Flughäfen (den sogenannten „Flughafenanrainern“).
Aus Fluglärm können gesundheitliche Belastungen für die Betroffenen hervorgerufen werden, wobei der kausale Zusammenhang zwischen der Belastung durch Fluglärm und den medizinischen Symptomen häufig nur schwierig festzustellen ist. Die schwerwiegendsten Krankheiten sind Herz-Kreislauferkrankungen, insbesondere Bluthochdruck, Herzinfarkte und Schlaganfälle. Daher werden Maßnahmen zur Vermeidung von Fluglärm getroffen, die sowohl den aktiven als auch den passiven Schallschutz umfassen. Durch Gesetze wie das deutsche Fluglärmgesetz, Verordnungen und Richtlinien sollen diese Maßnahmen gefördert und durchgesetzt werden, um die Bevölkerung vor den Folgen von Fluglärm zu schützen.

## Grundlagen

### Lärm und Lärmempfinden
Als Lärm wird grundsätzlich Schall bezeichnet, der auf die Umwelt störend wirkt. Dabei finden sich in der Fachliteratur verschiedene Ansätze zur Definition von Lärm. So stellen Gert Kemper und Karl-Friedrich Siebrasse die Analogie zwischen Lärmbelastung und Luftverschmutzung auf, indem sie Lärm als die Verschmutzung der Luft durch von Menschen verursachte Schallwellen definieren. Aus naturwissenschaftlicher Sicht ist Schall durch Schalldruckpegel objektiv messbar; dieser Ansatz wird wegen der fehlenden Berücksichtigung der subjektiven Komponente in der Literatur jedoch vielfach kritisiert. Heinz Hoffmann und Arndt von Lüpke nennen als Beispiel, dass ein Mensch die laute Musik eines Symphonieorchesters kaum als Lärm empfinde, während der in der leisen Wohnung tropfende Wasserhahn – trotz einer zweifelsfrei geringeren Schallenergie der Geräusche – ihn durchaus vom Schlaf abhalten könne.
Insgesamt kommt die Literatur trotz verschiedener Definitionsansätze weitestgehend übereinstimmend zur Schlussfolgerung, dass das Lärmempfinden nicht allein auf physikalische Größen zurückzuführen ist, sondern psychologische Aspekte eine entscheidende Rolle für das Lärmempfinden eines Individuums spielen. Zu diesem Schluss kommt auch das Umweltbundesamt, wenn es schreibt: „Lärm ist […] nicht mit physikalischen Geräten meßbar, weil die individuellen Empfindungen sich objektivierbaren Meßverfahren entziehen.“ So kann dasselbe Geräusch auf verschiedene Personen in Abhängigkeit von Kultur, Alter, Geschlecht oder Einstellung des Hörers zur Geräuschquelle, aber auch auf dieselben Personen unter verschiedenen Umständen wie Tageszeit, Stimmung, Gesundheitszustand und weiteren ein völlig unterschiedliches Lärmempfinden auslösen.
Als Fluglärm wird gemeinhin all jener Lärm bezeichnet, der von Luftfahrzeugen, dabei insbesondere von Flugzeugen, emittiert wird.

### Schallmessung
Wie im voranstehenden Abschnitt geschildert kann Lärm nicht objektiv gemessen werden, da sein Empfinden von subjektiven Faktoren abhängig ist. Um sich dem Problem des Fluglärms dennoch wissenschaftlich nähern und Fluglärm qualitativ einordnen zu können, müssen objektive Messverfahren herangezogen werden, weswegen auf die Schallmessung zurückgegriffen wird.
Schall in der Luft ist eine Druckwelle, durch die Schallenergie transportiert wird. Er weist diverse physikalische messbare Eigenschaften auf, wobei für die quantitative Beschreibung von Fluglärm der Schalldruck (Formelzeichen {\displaystyle p}) und der Schalldruckpegel (Formelzeichen {\displaystyle L_{p}}) von Bedeutung sind. Unter dem Schalldruck werden die bei der Schallübertragung auftretenden Druckschwankungen in der Luft, die beim Menschen das Trommelfell in Bewegung versetzen, wodurch hörbarer Schall vom Innenohr wahrgenommen wird, verstanden. Der Schalldruckpegel leitet sich mathematisch aus dem Schalldruck ab; er ist das logarithmierte Verhältnis zwischen quadriertem Effektivwert des Schalldrucks und einem Bezugswert, der mit p0 = 20 µPa festgelegt wurde. Der Schalldruckpegel wird in der Einheit Dezibel (dB) angegeben.
Fluglärm wird auf Grundlage des bewerteten Schalldruckpegels gemessen.

#### Vorschriften zur Messung
Im Luftverkehrsgesetz (LuftVG) werden die Betreiber deutscher Flughäfen und Flugplätze verpflichtet, kontinuierlich die Lärmbelastungen rund um die Flughäfen in festen Messstationen zu erfassen und die Messergebnisse in regelmäßigen Abständen der Genehmigungsbehörde mitzuteilen. Die Anlage zu § 3 des Gesetzes zum Schutz gegen Fluglärm enthält eine Übersichts des Messverfahrens, welches in den Normen IEC 61672-1:2013 und DIN 45643 aufgeführt ist. Viele Städte und Gemeinden haben den Deutschen Fluglärmdienst beauftragt, zusätzliche Messungen durchzuführen.

### Berechnung von Schallschutzzonen
Obwohl Betreiber deutscher Flughäfen und Flugplätze verpflichtet sind, feste Lärmmessstationen zu betreiben, sind die erfassten Messwerte nicht verbindlich.
Die Erstellung der verbindlichen Lärmschutzzonen erfolgt lediglich auf Basis von Berechnungen. Das nationale Verfahren für diese Berechnungen ist in der Anleitung zur Berechnung von Schallschutzzonen (AzB) definiert.
Auch Kommunen sind nach EU-Umgebungslärmrichtlinie verpflichtet Lärmbelastungspläne für alle Verkehrsarten (darunter Fluglärm) zu erstellen. Das Berechnungsverfahren ist jedoch im Paragraf 47c des Bundes-Immissionsschutzgesetzes sowie in der „Verordnung über die Lärmkartierung - 34. Bundes-Immissionsschutzverordnung (BImSchV)“ anders geregelt.
In der Praxis sind Lärmschutzzonen nach AzB etwas kleiner als deren Pendant nach Immissionsschutzverordnung.

#### Interpretation der Messwerte
Es werden zwei Arten von Schalldruckmessungen unterschieden: Emissions- und Immissionsmessungen. Bei Emissionsmessungen wird der Schall einer Schallquelle untersucht, wodurch es notwendig ist, dass neben dem Wert für den Schalldruckpegel auch die Entfernung zwischen Schallquelle und Messpunkt angegeben wird (z. B. weist ein Düsenflugzeug in 600 Metern Entfernung einen Schalldruckpegel von etwa 105 dB auf), wohingegen für Immissionsmessungen die Distanz zu Schallquellen keine direkte Rolle spielt (so herrscht in einem ruhigen Zimmer etwa ein Schalldruckpegel von 25 dB).
Bei der Ausbreitung von Schalldruckpegeln spielen meteorologische Bedingungen eine Rolle. Je nach Temperatur, Luftfeuchtigkeit und Frequenz variiert die Schalldämpfung zwischen 0,3 und 10 dB/100 m, was bei großen Entfernungen zum Flugzeug ein wichtiger Faktor ist. Hinzu kommen Wind und Luftturbulenzen, die additiv oder subtraktiv wirken. Daher wird allgemein angenommen, dass Berechnungen bei Flughöhen > 1000 m irrelevant sind.
Darüber hinaus ist es wichtig, bei der Interpretation von Schalldruckpegeln grundsätzlich die Entstehung durch Logarithmierung zu berücksichtigen – dies führt nämlich dazu, dass Schalldruckpegelmesswerte nicht wie gängige Messwerte, die aus linearen Messungen entstehen, untereinander vergleichbar sind. Für Schalldruckpegel gilt: Ein Wert wird verdoppelt, indem 3 dB addiert werden. Dies ist zunächst ungewohnt, so emittieren zwei Schallquellen mit einem Schalldruckpegel von jeweils 0 dB zusammen einen Schalldruckpegel von 3 dB und zwei sehr laute Schallquellen, die auf ein Messgerät jeweils einen Schalldruckpegel von 100 dB ausüben, erreichen zusammen einen Schalldruckpegel von 103 dB.
Das menschliche Ohr folgt für den „Lautstärkeeindruck“ allerdings nicht streng dem dekadischen Logarithmus, sondern nimmt eine Verdopplung der Lautstärke bei einem Anstieg des Schalldruckpegels um etwa 10 dB wahr.
Zur Bewertung der Belastung durch Fluglärm ist es jedoch nicht ausreichend, allein den Schalldruckpegel heranzuziehen, denn die Belastung muss auch quantitativ eingeordnet werden, da die Lärmbelastung durch Fluglärm nicht konstant ist, sondern in Intervallen erfolgt. Zu einer Einordnung von Fluglärm, die diesen Aspekt berücksichtigt, wird die Schallenergie über einen bestimmten Zeitraum gemessen. Aus diesen Messwerten werden über eine Integralrechnung bewertete Lärmpegel gebildet und diese dann über die Zeit gemittelt. Dieser Wert kann als eine „durchschnittliche Lärmbelastung über die Zeit“ interpretiert werden. Mathematisch entspricht der Mittelungspegel also dem konstanten Störgeräusch, das äquivalent zur intervallweisen Lärmbelastung ist. Da zur Ermittlung des Mittelungspegels nicht der Schalldruckpegel, sondern die Schallenergie verwendet wird, haben kurze laute Phasen einen deutlich höheren Einfluss als längere leise Phasen. Das Formelzeichen des Mittelungspegels ist LM.
Der Mittelungspegel wird in der Literatur teilweise harsch kritisiert, da er kurzzeitige hohe Lärmimmissionen verharmlose, wenn sie über einen längeren Zeitraum gemittelt würden.

## Entstehung von Fluglärm
Die Schallentwicklung eines Flugzeugs ist im Wesentlichen auf die Triebwerke und auf die Geräusche der Strömung der Luft um das Flugzeug zurückzuführen. Die Schallquellen an Strahltriebwerken sind vor allem die Luftströmungen am Verdichter, an der Schubdüse und – sofern vorhanden – am Nachbrenner. Die Luftströmung außerhalb der Triebwerke erzeugt hauptsächlich am Flugzeugrumpf sowie an den Tragflächen Schall. Bei Flugzeugen, die mit Überschallgeschwindigkeit fliegen, ist der Überschallknall eine weitere Lärmbelastung.
Hubschrauber weisen im Gegensatz zu den meisten Flugzeugen keine Strahltriebwerke auf, sondern verfügen über ein oder mehrere Hubschraubertriebwerke, durch welche der Rotor angetrieben wird. Strahltriebwerke nutzen den Rückstoßantrieb, indem durch die Schubdüse die Luft auf eine sehr hohe Geschwindigkeit gebracht und nach hinten ausgestoßen wird, wodurch entsprechende Schallemissionen durch die Luftströmung entstehen. Dahingegen nutzen Hubschrauber durch den Rotor das Prinzip des dynamischen Auftriebs, wodurch ein erheblicher Anteil der Schallemission am Rotor erfolgt.
Die meisten zivilen und militärischen Flugzeuge verfügen über Strahltriebwerke, weswegen das Hauptaugenmerk der nachfolgenden Erläuterungen auf diese Triebwerksart gelegt werden soll. Von entscheidender Natur für die Schallemission sowohl von Strahltriebwerken, als auch von Turboprops und Hubschraubern ist die Theorie der Schallerzeugung durch Strömungsfelder, die im nachfolgenden Abschnitt kurz näher erläutert wird. Grundsätzlich kann die Schallerzeugung durch Strömungsfelder mathematisch beschrieben werden; diese Rechnung ist allerdings einerseits sehr komplex und andererseits für die Praxis in Bezug auf Fluglärm nur bedingt von Bedeutung, weswegen sie im Rahmen dieses Artikels nicht detailliert aufgegriffen wird.

### Fluglärm durch Strahltriebwerke

Schematischer Aufbau eines Strahltriebwerks

Funktionsprinzip eines Strahltriebwerks: (1) Triebwerksgondel, (2) Fan, (3) Niederdruckkompressor, (4) Hochdruckkompressor, (5) Brennkammer, (6) Hochdruckturbine, (7) Niederdruckturbine, (8) Kerndüse, (9) Mantelstromdüse

Strahltriebwerke saugen die Umgebungsluft an, beschleunigen sie und stoßen sie mit deutlich höherer Geschwindigkeit nach hinten wieder aus. Dadurch entsteht ein Rückstoß, der das Flugzeug nach vorne beschleunigt. Die Umgebungsluft dringt durch den Lufteinlauf in das Triebwerk ein und wird dort von einem Gebläse („Bläser“) beschleunigt. Ein Teil der Luft (der „Nebenstrom“) wird anschließend bereits wieder ausgestoßen, die übrige Luft gelangt in den Verdichter, wo die Luft durch Wellenschaufeln komprimiert wird. Durch die Kompression stark erwärmt strömt sie in die Brennkammer, wo sie mit dem Treibstoff versetzt wird, welcher sofort verbrennt, wodurch die strömende Luft weiter erwärmt wird und beschleunigt wird. Sie gelangt in die Turbine, die aus Turbinenschaufeln besteht und über eine Welle mit dem Verdichter verbunden ist, sodass dieser weiter angetrieben wird. Abschließend wird die aus der Turbine ausströmende Luft in die Schubdüse geleitet, welche durch ihre geometrische Form die Luft auf eine sehr hohe Geschwindigkeit bringt und ausstößt.
Die Schallerzeugung beim Betrieb eines Strahltriebwerkes erfolgt in erster Linie durch die umströmten Schaufeln, der Verbrennung in der Brennkammer und durch Reibung der mechanischen Teile; hinzu kommt die Schallemission durch die erzeugten turbulenten Strömungen hinter den Triebwerken. Der Bläser, der Verdichter sowie die Turbine sind Schaufelräder, wobei insbesondere der Verdichter und die Turbine meist mehrstufig ausgestaltet sind und somit über diverse Schaufelräder verfügen. Die grundlegende Theorie der Schallerzeugung durch Strömungsfelder wurde im Jahr 1952 vom britischen Mathematiker Michael James Lighthill entwickelt, indem er die Navier-Stokes-Gleichungen in eine Wellengleichung umformte. Die Lösung dieser Gleichung, welche in Form eines retardierten Potentials geschrieben werden kann, beschreibt den abgestrahlten Schall eines Schaufelrads in theoretischer Form. Mit der komplexen Entstehung von Geräuschen durch Luftströmungen im Triebwerk beschäftigt sich die Aeroakustik.
Propellerturbinen, sogenannte Turboprops, verfügen als Sonderform eines Strahltriebwerkes über einen Propeller vor dem Lufteinlauf, der von einer Antriebsturbine angetrieben wird. Die Geräuschemission wird bei solchen Triebwerken hauptsächlich vom Propeller durch die entstehenden Wirbel verursacht und lässt sich ebenfalls über das retardierte Potential nach Lighthill zur Berechnung mathematisch annähern. Turboprops verfügen nicht über eine Schubdüse, sondern lediglich eine Ausstoßdüse, wodurch die Abgasluft ausgestoßen wird, weshalb der Abgasstrahl im Vergleich zum Schubstrahl eines gewöhnlichen Strahltriebwerks eine erheblich geringere Geschwindigkeit aufweist. Die Schallemissionen des Abgasstrahls sind deswegen vernachlässigbar gering.
Manche Flugzeuge verfügen zusätzlich über einen Nachbrenner, der in das Strahltriebwerk integriert und zwischen Turbine und Schubdüse verbaut ist. Dieser macht sich die Tatsache zu Nutze, dass der aus der Turbine austretende Luftstrom noch eine erhebliche Menge Sauerstoff enthält, was nötig ist, um die im Triebwerk auftretenden Temperaturen auf ein für die Werkstoffe erträgliches Maß zu reduzieren. Der Nachbrenner, der nur bei Bedarf vom Piloten zugeschaltet wird, spritzt weiteren Treibstoff ein, wodurch die Geschwindigkeit des Luftstroms und damit die Schubkraft des Triebwerkes erheblich erhöht werden. Durch den schnelleren Luftstrom werden die schallemittierenden Effekte des Triebwerks ebenfalls erhöht, insbesondere die hinter dem Triebwerk erzeugten Wirbel. Ein Triebwerk mit zugeschaltetem Nachbrenner erzeugt somit teilweise erheblich höhere Schalldruckpegel als dasselbe unter Volllast laufende Triebwerk ohne zugeschalteten Nachbrenner.

### Überschallknall
Fliegt ein Flugzeug mit Überschall, entsteht jeweils eine Stoßwelle am Rumpf und Heck des Flugzeuges. Diese Stoßwellen breiten sich in Form des Machschen Kegels aus und treffen kurz nach Überfliegen eines Beobachters bei diesem ein. Bei kleinen Flugzeugen und höheren Flughöhen werden diese Stoßwellen von einem Menschen als ein Knall, bei größeren Flugzeugen oder niedrigen Flughöhen als zwei unmittelbar aufeinanderfolgende Knalle empfunden. Entgegen landläufiger Meinung entsteht der Überschallknall also nicht nur in dem Moment, in dem die Schallmauer durchbrochen wird, sondern er tritt permanent auf und wird allen mit Überschallgeschwindigkeit überflogenen Orten ausgesetzt. Der Überschallknall eines mit Überschall fliegenden Flugzeuges in einhundert Metern Höhe kann einen Schalldruckpegel von bis zu 130 dB(A) erzeugen und ist damit in etwa so laut wie aus der Nähe abgefeuerte Pistolenschüsse.

### Fluglärm durch Luftströmung außerhalb der Triebwerke
Beim Start eines Flugzeugs arbeiten die Triebwerke unter Volllast und emittieren dabei hohe Schalldruckpegel; die Schallemission anderer Komponenten ist in Relation dazu marginal. Beim Landeanflug eines Flugzeuges (sowie bei neuen Flugstrategien auch in bestimmten Phasen des Starts, siehe unten) werden die Triebwerke dagegen in Teillast betrieben; hier hat die Schallemission durch andere Faktoren einen recht hohen Anteil an den Gesamtemissionen. Hauptfaktoren sind die Umströmungsgeräusche von Hochauftriebshilfen (vor allem Vorflügel und Landeklappen) und Fahrwerk.

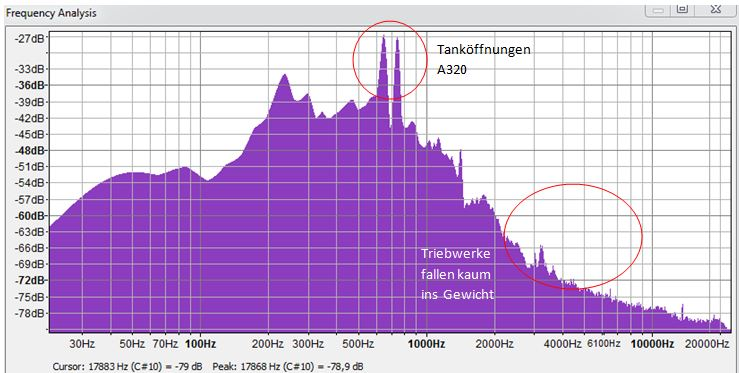
Frequenzanalyse Landelärm einer A320

Forschungen des Deutschen Zentrums für Luft- und Raumfahrt (DLR) mit der RWTH Aachen haben ergeben, dass an den Seitenkanten der Landeklappen entstehende Schall während des Landeanflugs in etwa genauso groß ist wie der der Triebwerke. An diesen Kanten entstehen Randwirbel; Details sind bis heute (2013) noch unbekannt, da sich die Strömungsverhältnisse an komplexen dreidimensionalen Geometrien noch nicht analytisch beschreiben lassen. Das DLR forscht daher derzeit durch experimentelle Versuche im Windkanal an Lärmminderungskonzepten. Dabei sind auch Wechselwirkungen zu berücksichtigen – beispielsweise treffen die vom Fahrwerk verursachten Wirbel auf die Landeklappen, wo sie erneut Schall emittieren.
An einer Öffnung unterhalb der Tragfläche, der Tank-Druckausgleichsöffnung der Airbus-A320-Familie entsteht ein hoher Ton, wenn Luft sie überströmt (ähnlich wie beim Pusten über eine Glasflasche). Eine Metallplatte kann die Luft umleiten und das Phänomen um 4 dB abschwächen.

### Lärmemission durch Motorgeräusche
Kleiner dimensionierte Flugzeuge, zum Beispiel Leichtflugzeuge, verfügen nicht über Strahltriebwerke, sondern treiben ihre Propeller meist mit einem Kolbenmotor an. Durch die erheblich geringeren Maximalgeschwindigkeiten und geometrischen Abmessungen, die solche Flugzeuge aufweisen, sind die Schallemissionen durch Luftströmungen in der Regel vernachlässigbar. Bei Abschalten des Motors und Segeln in der Luft (wie bei Segelflugzeugen) wird von diesen Flugzeugtypen – anders als von Linien- und Militärflugzeugen, die auch mit theoretisch abgeschalteten Triebwerken noch laute Geräusche ausstoßen – kaum am Boden wahrnehmbarer Schall verursacht. Die teils erheblichen Schalldruckpegel, die von kleinen Flugzeugen erzeugt werden, sind somit ausschließlich auf die Motorgeräusche und die vom Propeller verursachten Luftströme zurückzuführen.

## Gesundheitliche Folgen

Gesundheitliche Folgen von Lärm (Schautafel Deutsches Museum)

Die von Fluglärm verursachten gesundheitlichen Folgen sind im Allgemeinen schwierig zu identifizieren: Nur sehr selten sind gesundheitliche Schäden auf definierbare Ereignisse zurückzuführen, sondern entstehen im Allgemeinen durch die langandauernde Exposition von Fluglärm. Dann ist es aber schwierig, die gesundheitlichen Probleme der Betroffenen konkret auf den Fluglärm zu beziehen, da die von Fluglärm verursachten gesundheitlichen Probleme durchaus auch andere Ursachen haben können.
Eindeutig identifizierbar sind die Folgen von sehr lauten Schalldruckpegeleinwirkungen, welche aber im Zusammenhang mit Fluglärm kaum auftreten. Erwähnenswert ist hierbei die hohe Einwirkung eines Überschallknalls eines im Tiefflug fliegenden Flugzeuges, dies sind überwiegend Kampfflugzeuge. Die hiervon zu erleidenden Folgen können sich in Knalltraumata oder Schalltraumata äußern.
Anders als solch plötzlich und einmalig auftretenden Ereignisse steht bei der Identifikation und Beurteilung der medizinischen Folgen von Fluglärm jedoch die langandauernde Einwirkung von Fluggeräuschen auf Personen im Vordergrund – die Zeiträume der regelmäßigen oder unregelmäßigen Exposition betragen dabei in der Regel Monate oder viele Jahre. Der kausale Zusammenhang zwischen Fluglärm und gesundheitlichen Nachteilen ist allerdings schwierig festzustellen und daher in erster Linie durch Fallstudien, Versuchsreihen und medizinische Gutachten ermittelbar. Auch können bislang keine konkreten Schalldruck- oder Mittelungspegel bestimmt werden, die bei langanhaltender Exposition schädlich sind oder krank machen. Die Weltgesundheitsorganisation (WHO) warnt bei einem nächtlichen Mittelungspegel mit einem Wert von mindestens 40 dB vor gesundheitlichen Beeinträchtigungen.
Als wesentliche indirekte Folgen von Fluglärm werden in der Fachliteratur Folgen von Stress angeführt. Insbesondere bei Personen, die Fluglärm negativ gegenüber eingestellt sind, äußert sich dieser in Form von Stressreaktionen. Dies kann zu Schwächungen des Immunsystems, Herz-Kreislauferkrankungen sowie psychischen Erkrankungen, insbesondere Tinnitus, Hyperakusis und Phonophobie, führen. Durch Fluglärm steigt auch das Risiko für Depressionen. Bei Grundschulkindern wurde eine Verzögerung des Lesenlernens festgestellt.
Nachfolgend soll ein kurzer Überblick über die Krankheitsbilder sowie die erforschten Zusammenhänge zum Fluglärm gegeben werden.

### Herz-Kreislauferkrankungen
Fluglärm hat Auswirkungen auf das Herz-Kreislauf-System und äußert sich in Erkrankungen des Systems. Den Zusammenhang zwischen Fluglärm und solchen Herz-Kreislauferkrankungen haben mehrere Fallstudien nachgewiesen.
Im Jahr 2010 veröffentlichte Eberhard Greiser, ehemals Direktor am Bremer Institut für Präventionsforschung und Sozialmedizin, eine vom Bundesumweltministerium in Auftrag gegebene Studie, die sich mit dem Auftreten solcher Krankheitsbilder im Umfeld des Flughafens Köln/Bonn befasst. Hierzu wurden die Krankenkassendaten von einer Million Menschen hinsichtlich der ihnen gestellten Diagnosen und verschriebenen Medikamente untersucht und ein linearer Zusammenhang zwischen Herz-Kreislauferkrankungen und dem Dauerschallpegel, dem die untersuchten Personen aufgrund des Flughafens ausgesetzt sind, dargestellt. Bei Lärmbelastung von 60 dB(A) tagsüber steigt das Risiko für generelle Herz-Kreislauferkrankungen gemäß dieser Studie um 69 % bei Männern und um 93 % bei Frauen; insbesondere das Risiko für Schlaganfälle steigt bei Frauen um 172 %. Am stärksten waren Bewohner solcher Gebiete betroffen, die nah am Flughafen gelegen sind, aber nicht mehr von den passiven Schallschutzmaßnahmen des Flughafens profitieren. Ein Zusammenhang zwischen Fluglärm und psychischen Störungen wurde ebenfalls untersucht, konnte von der Studie aber nicht festgestellt werden. Allerdings wird ausdrücklich betont, dass der Zusammenhang der Erkrankungen mit anderen Risikofaktoren wie Alkohol- und Tabakkonsum nicht untersucht werden konnte.
Laut einem Gesundheitsbericht der Weltgesundheitsorganisation sind 1,8 % der Herzinfarkte in Europa durch Verkehrslärm von über 60 dB verursacht. Welchen Anteil Fluglärm an diesem Verkehrslärm hat, bleibt dabei offen. In einer weiteren Studie wurde der Zusammenhang von Fluglärm und Bluthochdruck bei 2.693 Probanden im Großraum Stockholm untersucht und kam zu dem Ergebnis, dass ab einem Dauerschallpegel von 55 dB(A) sowie einem Maximalpegel von 72 dB(A) ein signifikant höheres Risiko zur Erkrankung vorliegt. Im Zusammenhang mit dieser Studie konnten die Autoren auch nachweisen, dass sogar während des Schlafs bei erhöhten Lärmbelastungen der Blutdruck steigt, ohne dass die an den Fluglärm gewöhnten Menschen dabei erwachten.
Forschende des Schweizerischen Tropen- und Public Health-Instituts (Swiss TPH) und Partner haben die Sterblichkeitsdaten mit der akuten nächtlichen Lärmbelastung um den Flughafen Zürich zwischen 2000 und 2015 verglichen. Die Ergebnisse der Studie wurden im November 2020 im renommierten European Heart Journal veröffentlicht. Die Studie ergab, dass das Risiko eines Herz-Kreislauf-Todes bei einer nächtlichen Lärmbelastung zwischen 40 und 50 Dezibel um 33 Prozent und bei einer Belastung über 55 Dezibel um 44 Prozent steigt.

### Psychische Störungen
Auftretende psychische Störungen können verschiedene Ursachen haben, die teilweise nicht näher erforscht sind. Einen maßgeblichen Anteil am Auftreten solcher Krankheiten, die sich durch subjektiven Tinnitus (ein dauerhaftes Ohrgeräusch), Hyperakusis (eine krankhafte Überempfindlichkeit gegen Schall) sowie seltener durch Phonophobie (eine Phobische Störung in Zusammenhang mit Schall oder besonderen Geräuschen) äußern, sind Stressreaktionen. Dieser Stress kann durchaus durch langanhaltenden Fluglärm ausgelöst werden. Allein in Deutschland berichtet etwa jeder zehnte Mensch von Symptomen des Tinnitus und 500.000 Menschen leiden an Hyperakusis.

## Maßnahmen zur Verminderung von Fluglärm
Es wurden mittlerweile diverse Maßnahmen zur Verminderung von Fluglärm getroffen. Die Verfahren werden dabei grundsätzlich in emissionsverringernde und immissionsverringernde Maßnahmen (häufig auch in aktiven und passiven Schallschutz) unterteilt. Während emissionsverringernde Maßnahmen darauf abzielen, die Schallentwicklung direkt an der Quelle, also am Flugzeug oder Hubschrauber, zu verringern, ist es Ziel der immissionsverringernden Methoden, den auf die Bevölkerung, Tiere oder Umwelt einwirkenden Lärm zu minimieren. Letzteres kann durch verschiedene Maßnahmen wie Schalldämmung oder Vergrößerung der Entfernung zu Luftfahrzeugen erreicht werden.

### Emissionsverringernde Maßnahmen
Durch verschiedene konstruktive Maßnahmen konnte die Lärmemission von Triebwerken, Propeller und Rotoren im Verlauf der vergangenen Jahrzehnte zum Teil deutlich verringert werden. Bei Strahltriebwerken geschieht dies neben weiteren Veränderungen hauptsächlich durch die Abkehr von Einstrom- und damit verbunden den vermehrten Einsatz von Mantelstromtriebwerken; bei Propellerflugzeugen und Hubschraubern können geringere Schalldruckpegel durch eine veränderte Blattgeometrie, die niedrige Drehzahlen der Rotoren ermöglicht, erreicht werden. Durch Erhebung von Gebühren und Startverbote für besonders laute Flugzeuge, wie sie in den USA und der Europäischen Union umgesetzt wurden, sollen Fluggesellschaften und damit indirekt die Flugzeug- und Turbinenhersteller zur Entwicklung und zum Einsatz von leiseren Flugzeugmodellen gedrängt werden.

#### Entwicklungsfortschritt bei Strahltriebwerken
Durch Fortschritte bei der Entwicklung von Strahltriebwerken ist es gelungen, insbesondere den von für die zivile Luftfahrt eingesetzten Triebwerken ausgestoßenen Schall im Vergleich zu eingesetzten Triebwerken ab den 1950er Jahren in erheblichem Maße zu verringern.

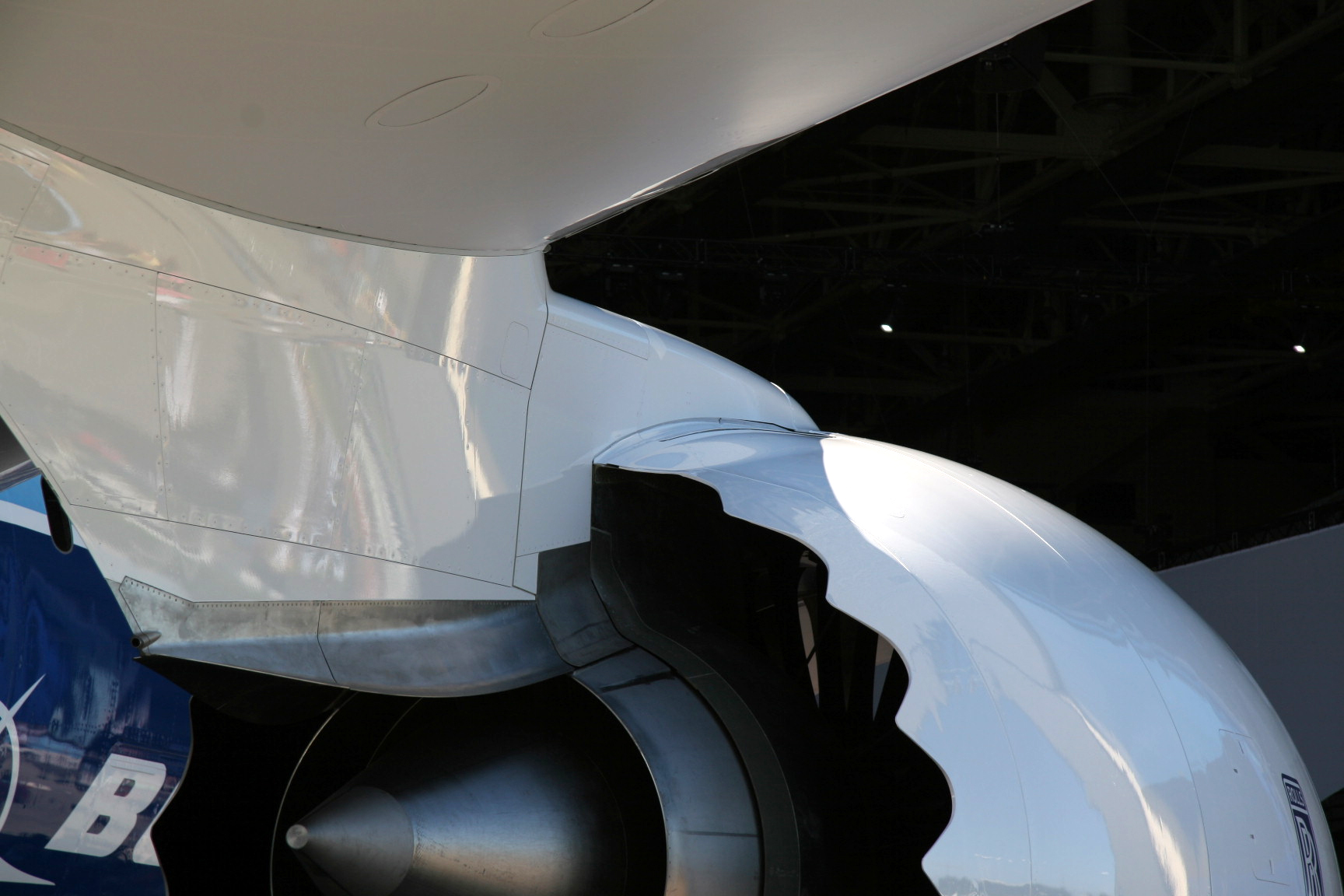
Chevron Nozzles am Triebwerk einer Boeing 787

Einen erheblichen Anteil an der geringeren Schallemission hat die Implementierung des Nebenstroms in Strahltriebwerken, also die Entwicklung der Strahltriebwerke von Einstromtriebwerken zu Mantelstromtriebwerken. Während bei den ersten Generationen der Triebwerke kein oder nur ein sehr kleiner Nebenstrom eingesetzt wurde, erzeugen moderne Triebwerke einen großen Teil von bis zu 80 % des Gesamtschubs durch den Nebenstrom, wobei die Massenverteilung von Luft im Nebenstrom zu solcher im Hauptstrom („Nebenstromverhältnis“) teilweise im Verhältnis von 12:1 steht. Das Triebwerk PW1124G, das unter anderem im Airbus 320neo verbaut werden wird, vermindert allein durch den Nebenstrom den Schalldruckpegel laut Herstellerangaben um 15 dB(A), das für Bombardier entwickelte Triebwerk PW1521G sogar um 20 dB(A).
Bei einigen Triebwerken ist es möglich, Schalldämpfer zu verbauen. Bei älteren Flugzeugen mit einem geringeren Nebenstromverhältnis können – oft erst nachträglich – Hush Kits (Schalldämpferbausätze) verbaut werden, wodurch u. a. die Geschwindigkeitsdifferenzen zwischen dem schnellen Hauptstrom und der Umgebungsluft vermindert werden. Nachteil der Hush Kits sind Leistungseinbußen des Triebwerks. Ein ähnliches Prinzip verfolgen die in den Triebwerken der Boeing 787 verbauten „Chevron Nozzles“: Durch eine zickzackförmige Hinterkante des Triebwerks soll der Nebenstrom besser mit der Umgebungsluft vermischt und damit eine Verringerung der Schallemission erreicht werden.
Eine weitere konstruktive Maßnahme ist die Verwendung neuer Schubdüsen, die den Abgasstrahl auf bestimmte Weise mit der Umgebungsluft vermischt, sodass die Lärmemission vermindert wird. Auch der in modernen Triebwerken vergrößerte Abstand zwischen Leitrad und Laufrad des Verdichters führt zu einer Reduzierung des Schalls. Weitere Möglichkeiten, die Schallemission zu verringern, sind veränderte Geometrien der Schaufelräder im Triebwerk oder der Einsatz von lärmabsorbierendem Material an den Lufteinlässen des Triebwerks.
Eine weitere Möglichkeit, die Lärmemission der Triebwerke zu vermindern, ist der Verzicht auf den Einsatz der Schubumkehr mit mehr als Leerlaufleistung. Die Schubumkehr kann bei der Landung unmittelbar nach Aufsetzen des Flugzeuges eingeschaltet werden. Durch die Umlenkung des Triebwerkstrahls erfolgt die Schubwirkung der Triebwerke nach vorne, das Flugzeug wird also abgebremst. In der zivilen Luftfahrt dürfen Flugzeuge allerdings generell nur Landebahnen solcher Flughäfen anfliegen, auf denen eine sichere Landung auch ohne den Einsatz von Schubumkehr gewährleistet werden kann. Somit wird auf die volle Schubumkehr immer häufiger verzichtet, da sie durch das kurzzeitige Hochfahren der Turbinen auf eine hohe Leistung mit erheblichen Lärmemissionen verbunden ist.

#### Turboprops und Hubschrauber
Bei Turboprops entsteht der emittierte Schall größtenteils durch die Propeller an den Triebwerken. Durch eine veränderte Blattgeometrie konnten Propeller effektiver gestaltet werden, weshalb die Drehzahlen, mit denen die Propeller betrieben werden, verringert werden können. Die Drehzahlverringerung bewirkt eine Verminderung des Fluglärms und ermöglicht es, die Triebwerke mit geringerer Leistung zu betreiben, wodurch erneut eine Schallminderung eintritt. Ein ähnlicher Effekt trifft auch auf Hubschrauber zu: Durch Änderung der Blattgeometrie des Rotors kann der Hubschrauber mit einer niedrigeren Geschwindigkeit in den Blattspitzen betrieben werden, wodurch die Emissionen verringert werden konnten.

#### Einführung von Lärmklassen und Erhebung von Lärmgebühren
Seitens der International Civil Aviation Organization (ICAO) und der Flughafenbetreiber wird versucht, die Airlines dazu zu bewegen, Flugzeuge mit möglichst geringer Lärmbelastung einzusetzen. Dazu hat die ICAO die Schalldruckpegel aller gängigen Flugzeugmodelle ermittelt und in einer Datenbank zur Verfügung gestellt. Insgesamt werden drei Werte ermittelt: Eine Messung findet mittig auf der Startbahn, allerdings 450 Meter seitlich vom Flugzeug entfernt, statt, während die Triebwerke des Flugzeugs zum Starten unter Volllast betrieben werden. Eine weitere Messung findet 6.500 Meter hinter der Startbahn während der Startphase des Flugzeuges statt. Der Messwert wird ermittelt, wenn das Flugzeug diesen Punkt überfliegt. Die Flughöhe des Flugzeuges ist dabei aber in Abhängigkeit von Abflugverfahren und internen Firmenvorschriften der Fluggesellschaft abhängig. Die dritte Messung findet während des Anflugs 2.000 Meter vor der Landebahn statt; die Flugzeuge sind dann gewöhnlich noch etwa 120 Meter hoch.

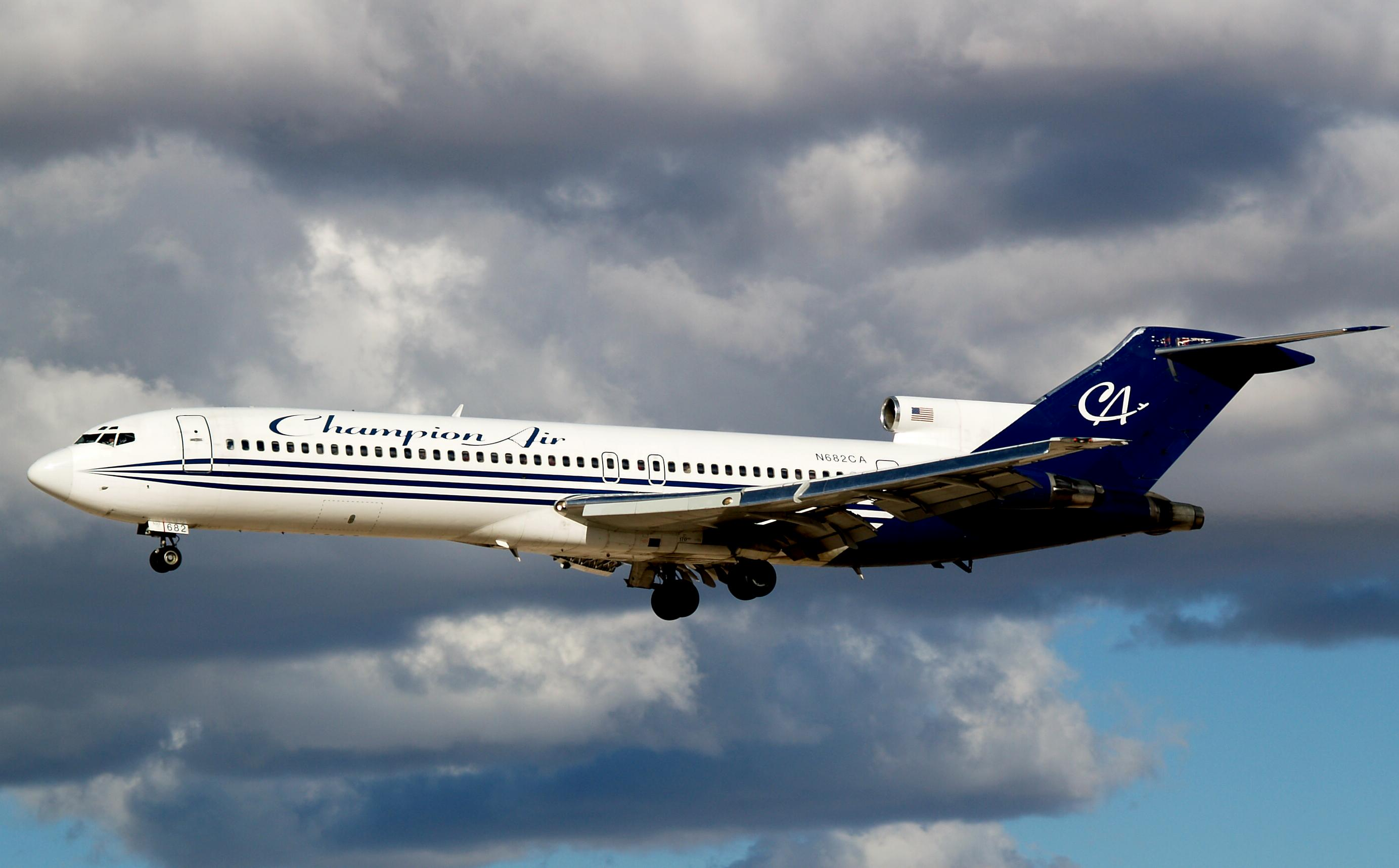
Die Boeing 727 fällt in das zweite Kapitel der ICAO-Definition und darf ohne nachträgliche Maßnahmen zur Schallminderung seit 1999 in den USA und seit 2002 in Europa nicht mehr starten und landen

Viele große Flughäfen haben „Lärmklassen“ eingeführt, in die die Flugzeugmodelle in Abhängigkeit von den durch die ICAO ermittelten Messwerte einsortiert werden. Für Starts und Landungen eines jeden Flugzeugs wird in Abhängigkeit von der einschlägigen Lärmklasse und der Uhrzeit des Starts oder der Landung eine Lärmgebühr erhoben. Durch diese Lärmgebühr soll erreicht werden, dass besonders laute Flugzeuge unrentabel werden und sich die Investition in neue Flugzeug- und Triebwerksmodelle mit weniger emittiertem Schall lohnt. Diese Einteilung in Lärmklassen und die Festlegung der Lärmgebühren ist allerdings sehr uneinheitlich und abhängig vom Flughafenbetreiber verschieden. Am Flughafen Zürich wurden beispielsweise fünf Lärmklassen eingeführt, leisere Flugzeuge werden in höhere Lärmklassen eingestuft.
Auch die ICAO selbst erlässt Richtlinien, um die Lärmbelastung mit den technischen Fortschritten zu minimieren und den Einsatz der leiseren Flugzeugmodelle zu fördern. Dazu hat die ICAO für Flugzeuge mit einem zulässigen Startgewicht von mehr als 9.000 kg vier Kapitel (Chapter) eingeführt, in die die Flugzeugmodelle kategorisiert werden. In die Kapitel 1 und 2 fallen alte Flugzeugmodelle mit Einstromtriebwerken oder Mantelstromtriebwerken mit geringem Nebenstromverhältnis; für solche Flugzeuge ist der Start in den meisten Staaten genehmigungspflichtig, sie kommen im gewöhnlichen Flugbetrieb also nicht mehr zum Einsatz. In den USA dürfen Flugzeuge der Kapitel 1 und 2 seit 1999 nicht mehr starten, in der Europäischen Union ist das Verbot seit dem 1. Juli 2002 in Kraft. Seit Januar 2006 müssen neu in Dienst gestellte Flugzeuge den Anforderungen des vierten Kapitels genügen.

### Immissionsverringernde Maßnahmen
Die immissionsverringernden Maßnahmen zur Vermeidung von Fluglärm haben zum Ziel, den auf die Umwelt einwirkenden Fluglärm zu mindern. Dies wird einerseits dadurch erreicht, dass Flugzeuge im Abflug möglichst schnell auf eine größere Flughöhe steigen und im Anflug möglichst lange in größerer Flughöhe bleiben, um ein kleineres Gebiet durch tieffliegende Flugzeuge zu belasten. Gerade im Bereich des Anflugverfahrens wurden verschiedene Methoden entworfen, um die Fluglärmbelastung zu verbessern. Aber auch durch andere passive Maßnahmen wie den Einsatz von Lärmschutzhallen und -wänden auf Flughäfen und die Verbauung von Lärmschutzfenstern in Wohnhäusern sowie die Einrichtung von Lärmschutzzonen rund um Flughäfen tragen zum passiven Schallschutz bei. Nachfolgend sollen einige wichtige solcher Maßnahmen vorgestellt werden, wobei die Auflistung aufgrund der Vielzahl der zur Verfügung stehenden Methoden nicht vollständig ist.
Einige immissionsverringernde Maßnahmen werden durch nationale Fluglärmgesetze vorgeschrieben oder näher definiert. Näheres dazu findet sich im Abschnitt #Rechtliche Situation.

#### Anflugverfahren
Die Belastung der Flughafenanrainer ist erheblich von der Wahl des Anflugverfahrens der Flugzeuge abhängig, da in Abhängigkeit vom jeweils gewählten Verfahren eine unterschiedliche Anzahl an Menschen mit unterschiedlich starken Schalldruckpegeln belastet wird. Neben dem Standardverfahren des Anflugs (Standard Approach), bei dem die Endkonfiguration des Flugzeugs für die Landung (also ausgefahrene Landeklappen sowie ausgefahrenes Fahrwerk) recht früh erreicht ist, werden mittlerweile verschiedene weitere Verfahren getestet und erforscht. Dabei sind teilweise erhebliche Entlastungen für die Flughafenanrainer festzustellen.

Der Continuous Descent Approach und das Standardanflugverfahren im schematischen Vergleich: Der CDA überfliegt einige Gebiete in größerer Flughöhe und verzichtet auf horizontale Flugphasen.

Ein wichtiges alternatives Anflugverfahren ist der Low Power / Low Drag Approach (LP/LD), der am Flughafen Frankfurt entwickelt wird, wobei die Landeklappen und insbesondere das Fahrwerk erst deutlich später ausgefahren werden – beim LP/LD wird das Fahrwerk erst fünf nautische Meilen (NM) vor Erreichen der Startbahn ausgefahren, beim Standardanflugverfahren dagegen bereits zwölf NM vorher.
Ein weiteres Verfahren ist das Gleitanflugverfahren (Continuous Descent Approach), wobei horizontale Flugphasen während des Sinkflugs weitgehend vermieden werden sollen. Dies ermöglicht das Herunterfahren der Triebwerke in den Leerlauf, während beim Standardanflugverfahren wegen zwischenzeitlicher horizontaler Phasen höhere Triebwerksleistung benötigt wird. Der Continuous Descent Approach kann daher insbesondere im Bereich von 55 bis 18 km vor der Landebahn zu Lärmentlastungen führen. Nachteil des Gleitanflugverfahrens ist, dass es mit steigendem Verkehrsaufkommen schwieriger zu realisieren ist, weil bei sich kreuzenden Flugzeugen ein horizontaler Flug unumgänglich ist, und somit zu stark frequentierten Zeiten an vielen Flughäfen nicht oder nur eingeschränkt – beispielsweise nachts oder zu verkehrsarmen Zeiten – eingesetzt werden kann. Die größten Flughäfen, die auf das Verfahren zurückgreifen, sind die Flughäfen Frankfurt und Köln/Bonn; außerdem wird das Verfahren an weiteren Flughäfen erprobt. In der Endphase des Landeanflugs muss das Flugzeug in den Leitstrahl des Instrumentenlandesystems gesetzt werden und somit eine feste Sinkrate einhalten, weshalb dort, ab etwa 18 km vor der Landebahn, keine Lärmminderung durch das Gleitanflugverfahren mehr realisierbar ist. Darüber hinaus ist das Gleitanflugverfahren nicht mehr anwendbar, wenn die Landebahnen stark beansprucht sind und Warteschlangen oder Gegenanflüge erforderlich sind.
Ein älteres Verfahren, das ein ähnliches Prinzip wie der Continuous Descent Approach verfolgt, ist der Anflug in zwei Segmenten (Two Segment Approach), wobei im ersten Segment zunächst ein steiler Anflugwinkel gewählt wird und dieser dann im Leitstrahl auf den festgelegten Wert reduziert wird. Die Minderung der Fluglärmbelastung erfolgt insbesondere durch in größerer Flughöhe überflogene Gebiete; Nachteile sind, bedingt durch die höhere Sinkrate, Sicherheitsbedenken sowie ein geringerer Komfort für die Passagiere.

#### Anfluggleitwinkel
Standardmäßig sinken Flugzeuge in einem Anfluggleitwinkel von 3°, was sich aus dem Standard der ICAO ergibt. Wird dieser Winkel vergrößert, sinken die Flugzeuge also im Endanflug mit einer höheren Sinkrate, wird der Ort, an dem der Endanflug eingeleitet wird, entsprechend näher an die Landebahn verlagert. Dies führt dazu, dass ein gewisser Bereich rund um die Landebahn von den Flugzeugen in größerer Flughöhe überflogen und damit die Lärmbelastung vermindert wird. Andere Anflugwinkel als 3 Grad sind nur bei der Allwetterflugbetriebsstufe CAT I möglich. Bei den Allwetterflugbetriebsstufen CAT II und III sind gemäß ICAO PANS-OPS (Doc 8168) zwingend 3 Grad Anflugwinkel einzuhalten.
Am Flughafen Frankfurt wurde der Anflugwinkel für CAT I-Anflüge im Dezember 2012 auf 3,2° angehoben, wodurch die Flugzeuge das bewohnte Gebiet im Süden Frankfurts rund 50 Meter höher überfliegen. An anderen Flughäfen wurden die Anflugwinkel teilweise deutlich stärker erhöht; so wurde er am Flughafen Marseille auf 4° angehoben, was darin resultiert, dass die Flugzeuge das Gebiet in einer Entfernung von 10 NM vor der Landebahn in 4000 anstatt in 3000 Fuß (ca. 1300 statt 1000 Metern) überfliegen und sich auch 3 NM vor der Landebahn noch 300 Meter höher befinden als mit einem Anfluggleitwinkel von 3°. Der steilere Anflug ist allerdings mit einigen Nachteilen verbunden; so müssen die Flugzeuge aufgrund der höheren Fluggeschwindigkeit die Landeklappen und auch das Fahrwerk früher ausfahren, was zu erhöhter aerodynamischer Lärmemission führt. Auch können nicht alle Flugzeuge überhaupt in einem solch steilen Winkel den Anflug durchführen. Die effektive Gesamt-Lärmminderung eines entsprechend hohen Anflugwinkels ist somit umstritten.

#### Abflugverfahren
Auch im Rahmen des Abflugs kann durch Wahl des Abflugverfahrens der Lärmausstoß vermindert werden. Zunächst müssen beim Start die Triebwerke mit hoher Leistung laufen, um eine ausreichende Geschwindigkeit für einen sicheren Start zu erreichen und einen Strömungsabriss zu vermeiden. Sobald allerdings eine sichere Flughöhe und eine ausreichend hohe Fluggeschwindigkeit für einen stabilen Flugzustand erreicht ist, kann die Leistung der Triebwerke heruntergefahren werden.
Das 1978 in den USA entwickelte Noise-Abatement-Abflugverfahren sieht vor, den Startschub ab 1000 Fuß (300 Meter) über dem Grund herunterzusetzen und den Abflug somit mit einem geringeren Steigwinkel fortzuführen. Bei Erreichen einer Fluggeschwindigkeit von 250 Knoten (460 km/h) wird die Steigrate wieder erhöht. In erster Linie ermöglicht dieses Verfahren eine hohe Einsparung von Kerosin, doch die niedrige Flughöhe von nur 300 Meter über dem Boden führt zu weiterhin hohen Lärmbelastungen für die Bewohner des überflogenen Gebiets.
Ein von der International Air Transport Association (IATA) entwickeltes Abflugverfahren empfiehlt, mit maximaler Triebwerksleistung auf eine Flughöhe von 1500 Fuß (450 Meter) zu steigen, die Triebwerksleistung dann herunterzufahren und bei einer Flughöhe von 3000 Fuß (900 Meter) wieder heraufzusetzen. Dieses Abflugverfahren entlastet die Flughafenanrainer, führt aber zu einem erhöhten Treibstoffverbrauch. Für verschiedene Flugzeugmodelle wurden daher insgesamt 14 verschiedene Abflugprofile entwickelt, die die Eigenschaften der Flugzeuge bestmöglich berücksichtigen sollen.

#### Flugrouten
Grundsätzlich wird bei der Festlegung von Flugrouten versucht, das Überfliegen von Ballungsräumen zu vermeiden und die Flugrouten so zu gestalten, dass dünner besiedelte Gebiete bevorzugt überflogen werden. Hierbei stellt sich die Frage, inwiefern das Bevorteilen einer größeren Gemeinschaft (Gemeinwohl) zum Nachteil der Bewohner in den dünn besiedelten Gebieten vertretbar ist. Die Wahl der standardisierten Flugroute im Rahmen der Luftraumplanung genauso wie kurzfristige Abweichungen von dieser Flugroute, die in der Regel vom Fluglotsen festgelegt werden, hängen von sehr vielen und zum Teil komplexen Faktoren ab. Die Vermeidung von Fluglärm spielt dabei eine wichtige Rolle, ist aber grundsätzlich der Flugsicherheit untergeordnet.

#### Festsetzung von Lärmschutzbereichen
Als Lärmschutzbereiche werden Gebiete in der Umgebung von Flugplätzen bezeichnet, in denen der durch Fluglärm hervorgerufene Dauerschall- bzw. nächtliche Maximalpegel bestimmte Dezibel-Werte (dB) übersteigt. Um das weitere Heranwachsen von Wohnsiedlungen an bestimmte Flugplätze zu verhindern, gelten in Lärmschutzbereichen besondere bauliche Nutzungsbeschränkungen und ein besonderer baulicher Schallschutz. In Deutschland werden die Bereiche auf Grundlage von § 2 und § 4 des Gesetzes zum Schutz gegen Fluglärm (FluLärmG) durch Rechtsverordnung der Landesregierungen eingerichtet. Die Ausdehnung der einzelnen Lärmschutzzonen wird unter Berücksichtigung von Art und Umfang des voraussehbaren Flugbetriebs durch mathematische Modelle bestimmt (§ 3 FluLärmG).

#### Bauliche Lärmschutzmaßnahmen
Es gibt viele Möglichkeiten, durch bauliche Maßnahmen die Flughafenanrainer vor Fluglärm zu schützen. Diese werden als passiver Schallschutz bezeichnet.
Einige Lärmschutzbauten werden direkt auf dem Flughafen eingesetzt, so werden die notwendigen Testläufe der Triebwerke auf größeren Flughäfen in Lärmschutzhallen durchgeführt, die durch Schalldämmung den in die Umwelt austretenden Schall deutlich mindern. Auch Schallschutzwände können den von einem Flughafen ausgehenden Lärm dämmen – dies gilt allerdings nur sehr eingeschränkt für den Lärm von startenden und landenden Flugzeugen, da sich diese sehr schnell über den Schallschutzwänden befinden und der Fluglärm damit ungehindert auf die Flughafenanrainer einwirkt.
Wichtige Maßnahmen für Anwohner in Flughafennähe sind die Dämmung von Dächern, Verwendung von schalldämmenden Lüftungseinrichtungen und Schallschutzfenstern, die durch erhöhte Dichtigkeit und den Einsatz spezieller, unterschiedlich dicker Fensterscheiben den in das Innere der Wohnung gelangenden Lärm abschwächen. Schallschutzfenster werden in sechs Klassen eingeteilt, wobei die höchste Klasse imstande ist, mehr als 50 dB(A) Schall zu dämmen.

#### Nachtflugverbot
Eine weitere Maßnahme, die insbesondere dem Schutz der Nachtruhe der Bevölkerung dient, ist das Erlassen von Nachtflugverboten. Nachtflugverbote unterbinden im Allgemeinen jedoch nicht, wie der Name suggeriert, generell alle nächtlichen Flüge, sondern schränken die Starts und Landungen von Flugzeugen am jeweiligen Flughafen zu nächtlichen Uhrzeiten ein. Im deutschen FluLärmG ist ein Nachtflugverbot nicht vorgesehen, es existieren aber an allen deutschen Flughäfen bis auf den Flughafen Frankfurt-Hahn eingeschränkte Betriebsgenehmigungen für Starts und Landungen während der Nachtzeit. Die Geltungsdauer der Nachtflugverbote ist genauso für jeden Flughafen individuell geregelt wie die genaue Umsetzung. So sind an den meisten Flughäfen trotz Nachtflugverbots nächtliche Starts und Landungen für bestimmte Zwecke von Flüge wie Postflüge oder Rettungsflüge oder von Flugzeugmodellen bestimmter Lärmklassen erlaubt.

## Rechtliche Situation
In vielen Staaten wurden zum Schutz der Bevölkerung vor Fluglärm Fluglärmgesetze oder andere vergleichbare Verordnungen erlassen, die Maximalwerte für Schalldruckpegel (häufig in Form von Mittelungs- oder Bewertungspegeln) oder die Anwendung von Lärmschutzmaßnahmen vorschreiben. Nachfolgend sollen die rechtlichen Situationen in den deutschsprachigen Ländern Deutschland, Österreich und der Schweiz erläutert werden. Darüber hinaus wird auch auf die Situation in den Vereinigten Staaten – dem Land mit den meisten Flugbewegungen weltweit – sowie kurz auf die Regelungen in weiteren europäischen Staaten eingegangen.

### Deutschland
→ siehe auch: Liste von Großflughäfen in Deutschland und Umgebungslärm
In Deutschland trat zum 3. April 1971 das Gesetz zum Schutz gegen Fluglärm, kurz FluLärmG, in Kraft. Zum 31. Oktober 2007 wurde eine Gesetzesnovelle erlassen, die das bis dahin geltende Gesetz in wesentlichen Aspekten veränderte und erweiterte. So wurden die maßgeblichen Beurteilungspegel in § 2 Abs. 2 FluLärmG um Werte zwischen 10 und 15 dB(A) heruntergesetzt und eine Nachtschutzzone eingerichtet, in der noch geringere Maximalpegel zugrunde zu legen sind. Für neu gebaute oder „wesentlich baulich erweiterte“ Flughäfen gelten dabei niedrigere Grenzwerte als für bereits bestehende Flughäfen; für militärisch genutzte Flugplätze gelten erleichterte Regelungen.
Gesetzeszweck ist es gem. § 1 FluLärmG, „in der Umgebung von Flugplätzen bauliche Nutzungsbeschränkungen und baulichen Schallschutz zum Schutz der Allgemeinheit und der Nachbarschaft vor Gefahren, erheblichen Nachteilen und erheblichen Belästigungen durch Fluglärm sicherzustellen.“
Dazu werden in der Umgebung von Flugplätzen sog. Lärmschutzbereiche festgesetzt. In der Tag-Schutzzone 1, in der die größten Lärmbelastungen auftreten, dürfen keine neuen Wohnhäuser errichtet werden. In der Tag-Schutzzone 2 ist die Errichtung von „schutzbedürftigen Einrichtungen“ wie Schulen und Seniorenwohnheimen nicht und die von Wohnhäusern nur unter bestimmten Bedingungen gestattet. Eigentümer bestehender Wohnhäuser können die Erstattung von Aufwendungen für passive Schallschutzmaßnahmen sowie eine Entschädigung für den Wertverlust des Außenwohnbereichs gegen den Flugplatzhalter geltend machen (§ 9, § 12 FluLärmG).
Die seit 2007 im FluLärmG für die Schutzbereiche benannten Grenzwerte gelten auch in luftverkehrsrechtlichen Planfeststellungs- und Genehmigungsverfahren (§ 8 Abs. 1 Satz 3, § 6 LuftVG, § 13 FlugSchG). Das Luftverkehrsgesetz (LuftVG) schreibt außerdem in § 19a die fortlaufende registrierende Messung der durch die an- und abfliegenden Luftfahrzeuge entstehenden Geräusche vor (siehe Lärmbericht). Darüber hinaus verlangt das LuftVG das Einsetzen von Fluglärmkommissionen an Flughäfen ab einer bestimmten Größe. In diesen Fluglärmkommissionen wirken auch Fluglärmschutzbeauftragte mit.
Mit den Stimmen des Bundesrates wurde im Jahr 2015 die aus Lärmschutzgründen geltende Mindestflughöhe von 600 m in Deutschland abgeschafft und den gemeinsamen EU-Luftverkehrsregeln angepasst. Diese schreiben lediglich eine Mindestflughöhe von 150 oder 300 m über Land vor.
Neben dem FluLärmG existiert in Deutschland auch das Bundes-Immissionsschutzgesetz (BImSchG), das unter anderem auch den „Schutz vor Geräuschen“ zum Ziel hat. Flugplätze sind gem. § 2 Abs. 2 BImschG allerdings explizit vom Geltungsbereich des Gesetzes ausgenommen. Fluglärm, der von Verkehrsflughäfen für den zivilen Luftverkehr ausgeht, ist jedoch in die Lärmminderungsplanung aufgrund § 47f BImSchG einbezogen.

### Schweiz
Ein mit dem deutschen Fluglärmgesetz vergleichbares Gesetz gibt es in der Schweiz nicht. Zur Bewertung der Fluglärmbelastung am Zürcher Flughafen, dem größten Flughafen der Schweiz, wurde von der Zürcher Volkswirtschaftsdirektion der Zürcher Fluglärm-Index entworfen. Dieses Modell soll die Anzahl der durch den Fluglärm des Flughafens beeinträchtigten Personen quantitativ erfassen.
Am 24. Februar 2008 fand in der Schweiz eine Volksabstimmung mit dem Titel „Gegen Kampfjetlärm in Tourismusgebieten“ und dem Ziel, in „touristisch genutzten Erholungsgebieten“ in Friedenszeiten militärische Flugübungen generell zu untersagen, statt. Diese Volksinitiative wurde mit 68,1 % Nein-Stimmen abgelehnt.
Die Schweizer Armee hat sich mit der Absicht, die Fluglärmbelastung der Bevölkerung zu minimieren, selbstverpflichtende Auflagen erteilt. Dazu zählt der Verzicht auf Jet-Flüge am Wochenende, vor 8 Uhr morgens und während der Mittagszeit sowie eine Beschränkung von Dämmerungs- und Nachtflügen auf eine Häufigkeit von einer Übung pro Woche. Hinzu kommen weitere Maßnahmen wie der häufigstmögliche Einsatz von Flugsimulatoren anstelle von tatsächlichen Flügen, die Nutzung von lärmisolierten Gebäuden für Triebwerkstestläufe sowie einige weitere Methoden.
Seit vielen Jahren herrscht zwischen Deutschland und der Schweiz ein Fluglärmstreit. Hintergrund ist, dass die Flugzeuge im Anflug auf den Zürcher Flughafen mit Südbaden deutsches Gebiet überfliegen, wodurch die deutsche Bevölkerung einer erheblichen Lärmbelastung ausgesetzt ist. Ein bis 2001 geltendes Abkommen zwischen den beiden Staaten wurde nicht verlängert, woraufhin Deutschland 2001 ein während der Nachtstunden geltendes Überflugverbot für das Gebiet erließ. Daraufhin reichte die Schweizer Eidgenossenschaft Klage vor dem Europäischen Gerichtshof ein; diese wurde 2012 abgelehnt. Inzwischen gibt es eine Einigung zwischen den beiden Staaten, dass die schweizerische Flugsicherungsgesellschaft skyguide seit Januar 2013 zu bestimmten Zeiten keinen Verkehr mehr über deutsches Gebiet leitet; Deutschland verzichtete im Gegenzug auf eine Begrenzung der Anzahl der Flugbewegungen über deutschem Gebiet.

### Österreich
Auch in Österreich gibt es bislang kein mit dem deutschen Fluglärmgesetz vergleichbares Gesetz, das die Belastung der Bevölkerung durch Fluglärm reguliert. Im Dezember 2009 veröffentlichte das Bundesministerium für Verkehr, Innovation und Technologie einen Entwurf für eine Luftverkehr-Immissionsschutzverordnung (LuIV), in welcher Immissionsgrenzwerte für Flughafenanrainer festgelegt werden. Auf Grundlage des Entwurfs der Verordnung sollten Objekte, die hohem Fluglärm ausgesetzt sind, lärmisolierende Maßnahmen wie die Installation von Schalldämmung unterzogen werden. Der Entwurf wurde insbesondere wegen der schwachen Maßnahmen und der sehr hohen Grenzwerte kritisiert und bis heute nicht umgesetzt.
Bereits im Jahr 2006 wurde die Bundes-Umgebungslärmschutzverordnung erlassen, welche die Vorgaben der EG-Richtlinie zur Bewertung und Bekämpfung von Umgebungslärm umsetzt. Hierin wird geregelt, dass für alle geographischen Orte, die einen LDEN von 60 dB oder einen nächtlichen Beurteilungspegel von 55 dB überschreiten, Lärmkarten erstellt werden müssen.

### Weitere europäische Staaten
Am 18. Juli 2002 trat die „Richtlinie des Europäischen Parlaments und des Rates über die Bewertung und die Bekämpfung von Umgebungslärm“ in Kraft. Diese Richtlinie hat zum Ziel, die besonders durch Umgebungslärm erfassten Gebiete der Europäischen Union zu erfassen, die Lärmbelastung qualitativ einzuordnen und zu mindern. In einem ersten Schritt sollen dazu alle Mitgliedsstaaten der EU Lärmkarten für diese belasteten Gebiete erstellen, auf deren Grundlage dann Aktionspläne entworfen und umgesetzt werden sollen, um das Ziel der Lärmminderung umzusetzen. Als vergleichbare Größe zur Bewertung der Belastung wurde eine besondere Art des Beurteilungspegels, der Tag-Abend-Nacht-Pegel, eingeführt (dazu siehe auch den Abschnitt #Interpretation der Messwerte). In den einzelnen Staaten wird der LDEN aber auf unterschiedliche Weise ermittelt.
Dänemark hat dazu ein eigenes Berechnungsverfahren (DANSIM) entwickelt und beaufschlagt „besonders störende Aktivitäten“ wie beispielsweise Fallschirmsprung-Flüge oder Schlepperflüge. In Belgien und Finnland werden die Messwerte abhängig von der entsprechenden Tageszeiten beaufschlagt; für die Berechnungen wird das Integrated Noise Model (INM) aus den Vereinigten Staaten herangezogen. Auch Griechenland und Spanien nutzen das INM, beaufschlagt bestimmte Lärmarten aber mit anderen Werten als Belgien und Finnland.
In Frankreich wird ein weiteres Modell, der Sophic Index, herangezogen, um die Belastungen zu modellieren. Italien nutzt das zu Beginn dieses Artikels vorgestellte Modell des Beurteilungspegels und definiert auf Grundlage der Messwerte mit den in Deutschland existierenden Lärmschutzzonen und damit verbundenen Auflagen. Auch Norwegen und das Vereinigte Königreich verwenden ein auf dem Beurteilungspegel basierendens Verfahren.
Die Niederlande verwenden eine eigene Berechnungsmethode auf Grundlage des A-bewerteten Schalldruckpegels und schlussfolgern aus den Messwerten und weiteren Daten der Flugzeuge die Belastungen innerhalb von um die Flughäfen gelegenen Schlafräume.

### Vereinigte Staaten
In den Vereinigten Staaten wurde Fluglärm bereits in den 1960er Jahren als Umweltproblem erkannt und nach Lösungen gesucht. Nachdem 1972 bereits das Noise Control Act zur generellen Lärmvermeidung eingeführt worden war, wurde 1979 das Aviation Safety and Noise Abatement Act erlassen.
Zu Beginn der 1980er Jahre beauftragte die amerikanische Regierung die nationale Luftfahrtbehörde (Federal Aviation Administration, FAA), Programme zur Entlastung der Flughafenanrainer zu entwerfen. In diesem Zusammenhang entwickelte die FAA unter dem Namen Integrated Noise Model (INM) ein Computermodell zur Bewertung der Lärmbelastung auf Flughafenanrainer unter Berücksichtigung diverser Parameter und einer Datenbank mit Kennzahlen für die einzelnen Flugzeugmodelle. Mittlerweile nutzen einige weitere Staaten das INM (siehe Abschnitt Rechtliche Situation in weiteren europäischen Staaten). Abhängig von den Ergebnissen der Berechnungen werden insbesondere passive Schallschutzmaßnahmen erlassen.

## Historische Entwicklung und heutige Situation
Belastungen durch Fluglärm treten seit der Frühzeit des Motorflugs auf. Dabei lässt sich die Fluglärmbelastung auf die Bevölkerung aus der Anzahl der Flüge, der Art der eingesetzten Flugzeuge sowie der Größe der überflogenen bevölkerten Region bei Start, Steigflug und Landeanflug herleiten.
Seit etwa 1914 werden die ersten Passagierflugzeuge eingesetzt. Die Größe der eingesetzten Flugzeuge sowie die Anzahl der Flugbewegungen nahm rasch zu, 1919 gelang der erste Transatlantikflug. Große Fortschritte in der Entwicklung von Flugzeugen gelangen in den 1920er bis 1940er Jahren, insbesondere angetrieben durch die Weltkriege.
| Jahr | Flüge     |
| ---- | --------- |
| 1975 | 744.000   |
| 1985 | 1.012.000 |
| 1995 | 2.034.000 |
| 2005 | 2.866.000 |
| 2011 | 3.060.000 |

Erste Zusammenschlüsse der Bevölkerung und Bildungen von Initiativen gegen Fluglärm sind aus den 1950er Jahren dokumentiert; in den 1960er Jahren wurde Fluglärm durch die weiterhin stark steigende Zahl an Flugbewegungen und die Entwicklung der Strahlflugzeuge als ernstzunehmendes Umweltproblem sowohl in Europa als auch in den Vereinigten Staaten erkannt. In Wittmundhafen gründete sich 1963 die „Aktionsgemeinschaft gegen Düsenjägerlärm“ mit Bezug auf den Fliegerhorst Wittmundhafen und war damit in Deutschland eine der ersten ihrer Art. Zum 1. April 1971 trat in Deutschland schließlich das Fluglärmgesetz in Kraft, wodurch die Belastung durch Fluglärm erstmals gesetzlich geregelt wurde.
Die Anzahl der Flugbewegungen ist zwischen 1970 und heute – durch verschiedene Faktoren bedingt – erheblich angestiegen. Insbesondere seit den 1980er Jahren nimmt die Bedeutung des Flugverkehrs sehr stark und mehr als die aller anderen Verkehrsbereiche zu; auf vielen Flughäfen wurde ein jährlicher Anstieg der Flugbewegungen von über 10 % verzeichnet. In Deutschland ist die Deutsche Flugsicherung für die Kontrolle aller Flugbewegungen verantwortlich; sie registrierte im Jahr 1975 noch 744.000 Flüge, während es im Jahr 2011 insgesamt 3.060.000 Flüge waren.
Heute wird Fluglärm in Deutschland nach dem Lärm des Straßenverkehrs als zweitgrößtes Lärmproblem wahrgenommen. Bereits 37 % der Bevölkerung fühlt sich von Fluglärm belästigt, 7 % leiden sogar darunter. In Deutschland existieren rund 600 Interessensgruppen und Bürgerinitiativen gegen Fluglärm. Die politischen Parteien Deutschlands schreiben dem Schutz vor Fluglärm mittlerweile gleichermaßen eine hohe Bedeutung zu. Während noch im Koalitionsvertrag der Bundestagswahl 2009 festgehalten wurde, „international wettbewerbsfähige Betriebszeiten“ an den deutschen Flughäfen erreichen zu wollen, wodurch insbesondere die Nachtflugverbote eingeschränkt werden sollten, sprach sich die Koalition 2013 dafür aus, dem „Ruhebedürfnis müsse noch mehr Rechnung“ getragen werden. Sören Bartol (SPD) empfahl 2013 „einen verstärkten Lärmschutz im Luftverkehr“ und Bündnis 90/Die Grünen forderten einen „Rechtsanspruch auf Schutz vor Verkehrslärm“.
Auch zukünftig ist von einem Anstieg der Flugbewegungen im europäischen und US-amerikanischen Flugraum, insbesondere aber auch in Schwellenländern, auszugehen. Dadurch wird die Anzahl an von Fluglärm beeinträchtigten Menschen voraussichtlich stark steigen. Dem Anstieg der Flugbewegungen stehen aber der technische Fortschritt in der Triebwerksentwicklung und Strömungslehre sowie der vermehrte Einsatz von passivem Schallschutz entgegen, sodass nicht pauschal von einem linearen Anstieg der Fluglärmbelastung in Entwicklungsländern wie auch in Deutschland ausgegangen werden kann. Es ist allerdings fraglich, inwiefern die technischen Weiterentwicklungen anhalten, um den Lärm durch die wachsende Anzahl an Flugbewegungen zu kompensieren.